# Kamienica Pod Chrystusem w Warszawie
Kamienica Pod Chrystusem – kamienica znajdująca się przy ulicy Wąski Dunaj nr 8 na Starym Mieście w Warszawie. 
Nazywana też Pod Figurą lub Salwator. Nazwa pochodzi od figury Chrystusa dłuta Jakuba Monaldiego, wykonanej w drugiej połowie XVIII wieku.

## Historia i architektura kamienicy
Wybudowana w 1632 dla Jakuba Gianottiego (pisany również jako Dzianotti) – z tego też względu w portalu znajduje się monogram „IG”. Następnie własność m.in. Stanisława Baryczki i jego rodziny, sukcesorów Fogta (Fochta), rodziny Mynychów, Adama Offmańskiego (Hoffmańskiego), rodziny Jachimowiczów, Skrońskich, Widerskich i Siemiatyczów; Władysława Kazańskiego, Wyszyńskiej i Mścisława Modzelewskiego. Znacznie uszkodzona podczas powstania warszawskiego (zachowały się: ściana od kamienicy nr 10, boczne części fasady, portal, półtoratraktowe piwnice i parter ze sklepieniami).
Po II wojnie światowej budynek odbudowano w latach 1953–1954 według projektu Anny Boye-Guerąuin, z niewielkimi zmianami w stosunku do stanu sprzed 1944 (m.in. zlikwidowano zewnętrzną klatkę schodową przy elewacji podwórzowej i oficyny, przywrócono drugie okno w izbie przedniej na parterze oraz wzbogacono gzyms wieńczący). Jednak attykę (rekonstrukcja 1949–1953) nie odtworzono wiernie – figurę Chrystusa Zmartwychwstałego, u którego stóp leżała Śmierć, zastąpiono obeliskiem; a chustę popiersia św. Weroniki, znajdującego się niżej u podstawy grzebienia, przerobiono na tarczę z maską martwego mężczyzny. Postać Śmierci pozostawiono na dawnym miejscu. Natomiast fasada została pokryta sgraffitem wykonanym przez Zofię Kowalską i Mirosławę Karpińską w 1954.